# Hysterura agaura
Hysterura agaura är en fjärilsart som beskrevs av Louis Beethoven Prout 1940. Hysterura agaura ingår i släktet Hysterura och familjen mätare. Inga underarter finns listade i Catalogue of Life.